# L'abbé Jules
L'abbé Jules (literalment, en català, L'abat Jules) és una novel·la de l'escriptor anarquista francès Octave Mirbeau, publicada el 1888.

## Argument
L'heroi és un sacerdot catòlic que sembla una mica boig, Jules Dervelle, el qual viu en un poble de l'antic comtat del Perche (Normandia), regió natal del novel·lista. La seva carn frustrada i el seu esperit exigent estan sempre en rebel·lió contra la castedat eclesiàstica, la corrupció de l'Església catòlica, l'opressió de les lleis i de les societats i la hipocresia dels burgesos. Sempre es comporta de manera escandalosa i el seu testament constitueix una provocació i una experimentació per tal de desmitificar la vocació dels sacerdots.

## Comentaris
L'abbé Jules és la primera novel·la dostoievskiana i prefreudiana de la literatura francesa. Dos personatges són particularment fascinants: l'abat Jules epònim i el pare Pamphile. Despues de rebre la "revelació" de Dostoievski, Octave Mirbeau recorre a una psicologia de les profunditats per revelar els baixos fons de les ànimes humanes.
Manifesta també la seva pròpia rebel·lió: L'abbé Jules contribueix a arruïnar les idees de la llei, del sacerdoci, de la pàtria, de la família i de la propietat.